# 門真市立第三中学校
門真市立第三中学校（かどましりつだいさんちゅうがっこう）は、大阪府門真市にある公立中学校。
1968年に門真市立第一中学校から分離開校した。

## 沿革
- 1968年4月1日 - 門真市立第三中学校として開校。当初の1年間は門真市立第一中学校内に仮校舎を設置。
- 1968年6月10日 - 校舎第一期工事着工。この日を創立記念日とする。
- 1969年3月5日 - 現在地に校舎完成、移転。
- 1969年7月25日 - プール完工
- 1969年9月15日 - 校旗制定
- 1971年1月10日 - 校歌発表会
- 1978年4月1日 - 従来の校区の一部（門真市元町）を、門真市立第六中学校校区へ編入。
- 1991年9月27日 - コンピュータ教室新設
- 2003年4月1日 - 従来の門真市立第六中学校校区の一部（門真市元町）を、当校校区へ編入。

## 通学区域
- 門真市立門真小学校と門真市立速見小学校の通学区域。

門真市 元町、本町、栄町、新橋町、柳町、殿島町、速見町、末広町、古川町、寿町、松生町、深田町、一番町、柳田町、桑才新町（府道深野南寺方大阪線以北）。

## 交通
- 京阪本線 古川橋駅 南へ約1km。
- 大阪モノレール 門真市駅 南東へ約1.3km。